# Belgische Badmintonmeisterschaft
Belgische Meisterschaften im Badminton werden seit der Saison 1948/1949 ausgetragen. Sie gehören damit zu den dienstältesten nationalen Titelkämpfen in Europa außerhalb Skandinaviens und Großbritanniens. In den Anfangsjahren wurden nicht immer alle fünf Einzeldisziplinen ausgespielt. Internationale Titelkämpfe gibt es in Belgien seit der Saison 1958/1959, Juniorentitelkämpfe sind seit 1987 dokumentiert, Mannschaftstitelkämpfe seit 1952.

## Die Titelträger
| Saison | Herreneinzel        | Dameneinzel            | Herrendoppel                            | Damendoppel                            | Mixed                                   |
| ------ | ------------------- | ---------------------- | --------------------------------------- | -------------------------------------- | --------------------------------------- |
| 1949   | Robert Mommaerts    | de Barry               | L. St. Lawrence J. B. Laidlaw           | nicht ausgetragen                      | L. St. Lawrence J. B. Laidlaw           |
| 1950   | Stan Joy            | Nancy Penning          | Stan Joy J. B. Laidlaw                  | Nancy Penning Boomer                   | Stan Joy Nancy Penning                  |
| 1951   | Stan Joy            | Nancy Penning          | Stan Joy L. St. Lawrence                | Nancy Joy Nancy Penning                | Stan Joy Nancy Penning                  |
| 1952   | Guy van Branteghem  | Nancy Joy              | Stan Joy L. St. Lawrence                | Nancy Joy Nancy Penning                | Stan Joy Nancy Penning                  |
| 1953   | Bernard Blake       | Nancy Joy              | B. Grouch Guy van Branteghem            | Nancy Joy Nancy Penning                | Stan Joy Nancy Penning                  |
| 1954   | Corky Murray        | Nancy Joy              | Stan Joy L. St. Lawrence                | Nancy Joy Nancy Penning                | Stan Joy Nancy Penning                  |
| 1955   | Guy van Branteghem  | J. Boulet              | Stan Joy Bernard Blake                  | Nancy Joy Nancy Penning                | Stan Joy Nancy Penning                  |
| 1956   | Guy van Branteghem  | J. Boulet              | Guy van Branteghem Jean Boulet          | J. Boulet J. Verplancke de Diepenhede  | Faber J. Boulet                         |
| 1957   | Guy van Branteghem  | J. Boulet              | Guy van Branteghem Jean Boulet          | J. Boulet Françoise Malevez            | Guy van Branteghem J. Boulet            |
| 1958   | Guy van Branteghem  | J. Boulet              | Claude Bar Jack Stuart                  | J. Boulet Françoise Malevez            | Guy van Branteghem J. Boulet            |
| 1959   | Guy van Branteghem  | J. Boulet              | Claude Bar Jack Stuart                  | J. Boulet Françoise Malevez            | Guy van Branteghem J. Boulet            |
| 1960   | Anton Verstoep      | Bep Verstoep           | Guy van Branteghem Anton Verstoep       | J. Boulet Françoise Malevez            | Anton Verstoep Bep Verstoep             |
| 1961   | Anton Verstoep      | Bep Verstoep           | Jack Stuart Herman Moens                | Bep Verstoep June Vander Willigen      | Anton Verstoep Bep Verstoep             |
| 1962   | Anton Verstoep      | nicht ausgetragen      | Guy van Branteghem Anton Verstoep       | nicht ausgetragen                      | Anton Verstoep Bep Verstoep             |
| 1963   | Anton Verstoep      | Bep Verstoep           | Jack Stuart Herman Moens                | nicht ausgetragen                      | Herman Moens June Vander Willigen       |
| 1964   | Anton Verstoep      | June Vander Willigen   | Roger Vanmeerbeek Herman Moens          | Bep Verstoep June Vander Willigen      | Herman Moens June Vander Willigen       |
| 1965   | Herman Moens        | Bep Verstoep           | Roger Vanmeerbeek Herman Moens          | Bep Verstoep June Jacques              | Herman Moens Bep Verstoep               |
| 1966   | Roger Vanmeerbeek   | Bep Verstoep           | Roger Vanmeerbeek Herman Moens          | Bep Verstoep Gerda Moens               | Herman Moens Bep Verstoep               |
| 1967   | Roger Vanmeerbeek   | June Jacques           | Roger Vanmeerbeek Herman Moens          | June Jacques Gerda Moens               | Herman Moens Gerda Moens                |
| 1968   | Herman Moens        | June Jacques           | Roger Vanmeerbeek Herman Moens          | June Jacques Gerda Moens               | Herman Moens Gerda Moens                |
| 1969   | Roger Vanmeerbeek   | June Jacques           | Roger Vanmeerbeek Herman Moens          | June Jacques Gerda Cairns              | Herman Moens Gerda Cairns               |
| 1970   | Herman Moens        | nicht ausgetragen      | Roger Vanmeerbeek Herman Moens          | nicht ausgetragen                      | Roger Vanmeerbeek June Jacques          |
| 1971   | Herman Moens        | June Jacques           | Roger Vanmeerbeek Herman Moens          | June Jacques Gerda Cairns              | Herman Moens Gerda Cairns               |
| 1972   | Herman Moens        | Gerda Cairns           | Roger Vanmeerbeek Herman Moens          | Anne Devillers P. Remy                 | Herman Moens Gerda Cairns               |
| 1973   | Daniel Gosset       | June Jacques           | Roger Vanmeerbeek Herman Moens          | June Jacques Gerda Cairns              | Herman Moens Gerda Cairns               |
| 1974   | Michel Gosset       | Kirsten Ballisager     | Roger Vanmeerbeek Herman Moens          | Kirsten Ballisager M. Raindorf         | Herman Moens Gerda Cairns               |
| 1975   | Michel Gosset       | Kirsten Ballisager     | Roger Vanmeerbeek Herman Moens          | Kirsten Ballisager Françoise Kaiser    | Herman Moens Gerda Cairns               |
| 1976   | Daniel Gosset       | Françoise Kaiser       | Michel Gosset John Jaury                | Kirsten Ballisager Françoise Kaiser    | Herman Moens Gerda Cairns               |
| 1977   | Daniel Gosset       | Ruth Williams          | Jean Pierre Bauduin Benny Tan Ook Djie  | Françoise Kaiser Gerda Cairns          | Herman Moens Gerda Cairns               |
| 1978   | Jean Pierre Bauduin | Françoise Kaiser       | Jean Pierre Bauduin José Isasi          | Ruth Williams Maria Desy               | José Isasi Viviane Isasi                |
| 1979   | Jean Pierre Bauduin | Françoise Kaiser       | Jean Pierre Bauduin John Jaury          | Nadine Vermeulen Linda Drossaert       | Dominique Kaiser Françoise Kaiser       |
| 1980   | Jean Pierre Bauduin | Françoise Kaiser       | Jean Pierre Bauduin John Jaury          | Ingrid Swiggers Ingrid Rijcken         | Patrick de Ruisseau Ingrid Swiggers     |
| 1981   | Jean Pierre Bauduin | Ingrid Swiggers        | Jean Pierre Bauduin John Jaury          | Ingrid Swiggers Ingrid Rijcken         | José Isasi Viviane Isasi                |
| 1982   | Jan de Mulder       | Ingrid Swiggers        | Michel Bauduin Christian Bene           | Ingrid Swiggers Ingrid Rijcken         | Patrick de Ruisseau Ingrid Swiggers     |
| 1983   | Jos Warmoes         | Ingrid Swiggers        | Jean Pierre Bauduin Cristian Bene       | Ingrid Swiggers Marie-Christine Donnay | Jan de Mulder Ingrid Rijcken            |
| 1984   | Eddy van Herbruggen | Ingrid Swiggers        | Patrick de Ruisseau Eddy van Herbruggen | Ingrid Swiggers Greet van Haverbeke    | Patrick de Ruisseau Ingrid Swiggers     |
| 1985   | Jan de Mulder       | Ingrid Swiggers        | Jan de Mulder Eddy van Herbruggen       | Ingrid Swiggers Linda Drossaert        | Eddy van Herbruggen Greet van Haverbeke |
| 1986   | Eddy van Herbruggen | Ingrid Swiggers        | Jan de Mulder Eddy van Herbruggen       | Ingrid Swiggers Greet van Haverbeke    | Yves de Negri Nancy de Mey              |
| 1987   | Jan de Mulder       | Ingrid Swiggers        | Jan de Mulder José Isasi                | Ingrid Swiggers Greet van Haverbeke    | Eddy van Herbruggen Greet van Haverbeke |
| 1988   | Eddy van Herbruggen | Ingrid Swiggers        | Jan de Mulder Dario van Nauw            | Ingrid Swiggers Greet van Haverbeke    | Filip Vigneron Ingrid Swiggers          |
| 1989   | Jan de Mulder       | Ingrid Swiggers        | Jan de Mulder Filip Vigneron            | Ingrid Swiggers Greet van Haverbeke    | Filip Vigneron Ingrid Swiggers          |
| 1990   | Eddy van Herbruggen | Isabelle Meuleman      | Jan de Mulder Filip Vigneron            | Isabelle Meuleman Marina Caubergs      | Eddy van Herbruggen Isabelle Meuleman   |
| 1991   | Jan de Mulder       | Marie-Christine Donnay | Eddy van Herbruggen Dario van Nauw      | Ingrid Swiggers Sabine Langenaekens    | Filip Vigneron Ingrid Swiggers          |
| 1992   | Pedro Vanneste      | Annemie Buyse          | Eddy van Herbruggen Yves de Negri       | Heidi Vrancken Annemie Buyse           | Pedro Vanneste Annemie Buyse            |
| 1993   | Pedro Vanneste      | Heidi Vrancken         | Filip Vigneron Yves de Negri            | Ingrid Swiggers Peggy Mampaey          | Pedro Vanneste Heidi Vrancken           |
| 1994   | Pedro Vanneste      | Caroline Persyn        | Jim van Bouwel Alain de Leeuw           | Caroline Persyn Peggy Mampaey          | Pedro Vanneste Heidi Vrancken           |
| 1995   | Pedro Vanneste      | Peggy Mampaey          | Stefan de Rijcke Pedro Vanneste         | Caroline Persyn Peggy Mampaey          | Dalli Cardillo Peggy Mampaey            |
| 1996   | Pedro Vanneste      | Caroline Persyn        | Dalli Cardillo Filip Vigneron           | Caroline Persyn Mallory Gosset         | Pedro Vanneste Mallory Gosset           |
| 1997   | Pedro Vanneste      | Mallory Gosset         | Pedro Vanneste Alain de Leeuw           | Mallory Gosset Anetha Stamboliyska     | David Vandewinkel Peggy Mampaey         |
| 1998   | Pedro Vanneste      | Mallory Gosset         | Patrick Boonen David Vandewinkel        | Mallory Gosset Manon Albinus           | Wouter Claes Manon Albinus              |
| 1999   | Ruud Kuijten        | Peggy Mampaey          | David Vandewinkel Patrick Boonen        | Peggy Mampaey Manon Albinus            | Ruud Kuijten Manon Albinus              |
| 2000   | Ruud Kuijten        | Peggy Mampaey          | David Vandewinkel Patrick Boonen        | Peggy Mampaey Manon Albinus            | Ruud Kuijten Manon Albinus              |
| 2001   | Ruud Kuijten        | Hanny Setiani Juhari   | Wouter Claes Frédéric Mawet             | Peggy Mampaey Manon Albinus            | Wouter Claes Manon Albinus              |
| 2002   | Ruud Kuijten        | Elke Biesbrouck        | Wouter Claes Frédéric Mawet             | Veerle Rakels Nathalie Descamps        | Wouter Claes Manon Albinus              |
| 2003   | Ruud Kuijten        | Elke Biesbrouck        | Wouter Claes Frédéric Mawet             | Veerle Rakels Nathalie Descamps        | Dalli Cardillo Veerle Rakels            |
| 2004   | Ruud Kuijten        | Nathalie Descamps      | Wouter Claes Ruud Kuijten               | Agnieszka Czerwińska Sofie Robbrecht   | Wouter Claes Corina Herrle              |
| 2005   | Ruud Kuijten        | Nathalie Descamps      | Wouter Claes Ruud Kuijten               | Katrien Claes Nathalie Descamps        | Wouter Claes Nathalie Descamps          |
| 2006   | Yuhan Tan           | Nathalie Descamps      | Wouter Claes Frédéric Mawet             | Nathalie Descamps Sofie Robbrecht      | Wouter Claes Nathalie Descamps          |
| 2007   | David Jaco          | Nathalie Descamps      | Wouter Claes Frédéric Mawet             | Nathalie Descamps Sabine Devooght      | Wouter Claes Nathalie Descamps          |
| 2008   | Yuhan Tan           | Nathalie Descamps      | Wouter Claes Frédéric Mawet             | Séverine Corvilain Steffi Annys        | Wouter Claes Nathalie Descamps          |
| 2009   | Yuhan Tan           | Nathalie Descamps      | Wouter Claes Frédéric Mawet             | Séverine Corvilain Steffi Annys        | Wouter Claes Nathalie Descamps          |
| 2010   | Yuhan Tan           | Lianne Tan             | Wouter Claes Frédéric Mawet             | Janne Elst Jelske Snoeck               | Wouter Claes Nathalie Descamps          |
| 2011   | David Jaco          | Lianne Tan             | Matijs Dierickx Freek Golinski          | Steffi Annys Séverine Corvilain        | Gert Poesen Manon Albinus               |
| 2012   | Yuhan Tan           | Lianne Tan             | Jonathan Gillis Maxime Moreels          | Nining Kustyaningsih Lianne Tan        | Frédéric Gaspard Sabine Devooght        |
| 2013   | Yuhan Tan           | Lianne Tan             | Matijs Dierickx Freek Golinski          | Janne Elst Jelske Snoeck               | Freek Golinski Janne Elst               |
| 2014   | Yuhan Tan           | Lianne Tan             | Matijs Dierickx Freek Golinski          | Janne Elst Jelske Snoeck               | Freek Golinski Janne Elst               |
| 2015   | Yuhan Tan           | Lianne Tan             | Matijs Dierickx Freek Golinski          | Steffi Annys Flore Vandenhoucke        | Nick Marcoen Flore Vandenhoucke         |
| 2016   | Yuhan Tan           | Lianne Tan             | Matijs Dierickx Freek Golinski          | Lianne Tan Flore Vandenhoucke          | Matijs Dierickx Steffi Annys            |
| 2017   | Yuhan Tan           | Lianne Tan             | Matijs Dierickx Freek Golinski          | Lise Jaques Flore Vandenhoucke         | Elias Bracke Lise Jaques                |
| 2018   | Maxime Moreels      | Lianne Tan             | Matijs Dierickx Freek Golinski          | Lise Jaques Flore Vandenhoucke         | Matijs Dierickx Flore Vandenhoucke      |
| 2019   | Yuhan Tan           | Lianne Tan             | Elias Bracke Freek Golinski             | Lise Jaques Flore Vandenhoucke         | Patryk Szymoniak Lise Jaques            |
| 2020   | Marijn Put          | Lianne Tan             | Jordy van der Sypt Tim van Herbruggen   | Lise Jaques Flore Vandenhoucke         | Jona van Nieuwkerke Lise Jaques         |
| 2021   | Julien Carraggi     | Lianne Tan             | Freek Golinski Patryk Szymoniak         | Lise Jaques Flore Vandenhoucke         | Jona van Nieuwkerke Lise Jaques         |
| 2022   | Julien Carraggi     | Lianne Tan             | Freek Golinski Patryk Szymoniak         | Lise Jaques Flore Vandenhoucke         | Jona van Nieuwkerke Lise Jaques         |
| 2023   | Elias Bracke        | Clara Lassaux          | Freek Golinski Patryk Szymoniak         | Lise Jaques Lien Lammertyn             | Senne Houthoofd Lise Jaques             |
| 2024   | Julien Carraggi     | Clara Lassaux          | Marijn Put Dylan Rosius                 | Clara Lassaux Flore Vandenhoucke       | Freek Golinski Tammi van Wonterghem     |
| 2025   | Charles Fouyn       | Clara Lassaux          | Freek Golinski Patryk Szymoniak         | Clara Lassaux Flore Vandenhoucke       | Freek Golinski Tammi van Wonterghem     |

## Erfolgreichste Spieler
| Name                         | Einzel | Doppel | Mixed | Gesamt |
| ---------------------------- | ------ | ------ | ----- | ------ |
| Herman Moens                 | 5      | 14     | 14    | 33     |
| Ingrid Swiggers              | 9      | 12     | 6     | 27     |
| Wouter Claes                 | -      | 10     | 10    | 20     |
| Nathalie Descamps            | 6      | 5      | 6     | 17     |
| June Vander Willigen-Jacques | 6      | 8      | 3     | 17     |
| Gerda Cairns-Moens           | 1      | 6      | 10    | 17     |
| Roger Vanmeerbeek            | 3      | 12     | 1     | 16     |
| Lianne Tan                   | 13     | 2      | 0     | 15     |
| Guy van Branteghem           | 6      | 5      | 3     | 14     |
| Bep Verstoep                 | 5      | 4      | 5     | 14     |
| J. Boulet                    | 5      | 5      | 4     | 14     |
| Nancy Penning                | 2      | 6      | 6     | 14     |